# Ardeicola expallidus
Ardeicola expallidus är en insektsart som beskrevs av Blagoveshtchensky 1940. Ardeicola expallidus ingår i släktet rasplöss, och familjen fjäderlöss. Inga underarter finns listade i Catalogue of Life.